# Antonietta Cherillo
Antonietta Cherillo (Torre Annunziata, 1955 – Roma, 6 dicembre 1978) è stata una calciatrice italiana, di ruolo attaccante.

## Biografia
Estrosa ed acrobatica ala destra e centravanti, iniziò a giocare giovanissima a 12 anni, ma fin dall'infanzia giocava a calcio per i vicoli e le piazze della sua città d'origine, da cui se ne allontanò al seguito della famiglia che si trasferì a Milano sul finire degli anni sessanta. Qui entrò a far parte del Gommagomma di Meda, all'epoca uno dei club più quotati nel panorama calcistico femminile. 

Nel 1975 passò al USF Milan, con cui vinse il double cioè scudetto e Coppa Italia.

L'anno successivo fu ingaggiata dal Piacenza, conquistando un sesto posto in massima serie. Dopo un ottimo girone di andata, con la squadra nelle primissime posizioni di classifica, diversi infortuni la tennero lontano dal campo quasi per l'intero girone di ritorno.

Nel 1977 firmò per la Lazio Lubiam, con cui vinse nuovamente la Coppa Italia, sconfiggendo gli ex del Milan in finale. Nell'agosto di quell'anno ebbe i primi problemi di salute, diagnosticati dal dottor Ernesto Alicicco. Segnò il suo ultimo gol in carriera in Lazio-Catania 1-1 del 27 agosto 1978. In seguito al peggioramento delle sue condizioni fisiche, sospese l'attività agonistica, ma dovette arrendersi al male incurabile, decedendo il 6 dicembre 1978.

Conta 3 presenze in Nazionale nel periodo 1972-1977.

## Statistiche

### Cronologia presenze e reti in nazionale
| Cronologia completa delle presenze e delle reti in nazionale ― Italia | Cronologia completa delle presenze e delle reti in nazionale ― Italia | Cronologia completa delle presenze e delle reti in nazionale ― Italia | Cronologia completa delle presenze e delle reti in nazionale ― Italia | Cronologia completa delle presenze e delle reti in nazionale ― Italia | Cronologia completa delle presenze e delle reti in nazionale ― Italia | Cronologia completa delle presenze e delle reti in nazionale ― Italia | Cronologia completa delle presenze e delle reti in nazionale ― Italia |
| Data                                                                  | Città                                                                 | In casa                                                               | Risultato                                                             | Ospiti                                                                | Competizione                                                          | Reti                                                                  | Note                                                                  |
| --------------------------------------------------------------------- | --------------------------------------------------------------------- | --------------------------------------------------------------------- | --------------------------------------------------------------------- | --------------------------------------------------------------------- | --------------------------------------------------------------------- | --------------------------------------------------------------------- | --------------------------------------------------------------------- |
| 5-8-1972                                                              | Livorno                                                               | Italia                                                                | 2 – 0                                                                 | Inghilterra                                                           | Amichevole                                                            | -                                                                     |                                                                       |
| 4-7-1976                                                              | Novara                                                                | Italia                                                                | 2 – 1                                                                 | Inghilterra                                                           | Amichevole                                                            | -                                                                     |                                                                       |
| 15-11-1977                                                            | Londra                                                                | Inghilterra                                                           | 1 – 0                                                                 | Italia                                                                | Amichevole                                                            | -                                                                     |                                                                       |
| Totale                                                                |                                                                       | Presenze                                                              | 3                                                                     |                                                                       | Reti                                                                  | 0                                                                     |                                                                       |

## Palmarès

### Club
- Campionato italiano: 1

Milan: 1975
- Coppa Italia: 2

Milan: 1975
Lazio: 1977